# Завинек
Завинек (словен. Zavinek) — поселення в общині Шкоцян, регіон Південно-Східна Словенія, Словенія.